# 桃太郎伝説外伝
『桃太郎伝説外伝』（ももたろうでんせつがいでん）は、ハドソンよりゲームボーイ、PCエンジン、ファミリーコンピュータの3機種向けに発売されたコンピュータRPG。
ゲームボーイ版は1991年12月26日、PCエンジン版は1992年12月4日、ファミリーコンピュータ版は1993年12月17日に発売された。

## 概要
『桃太郎伝説』シリーズの外伝作品として、シリーズのキャラクターである貧乏神、夜叉姫、浦島太郎をそれぞれ主人公とした3作の短編RPG「貧乏神伝説」「夜叉姫伝説」「浦島伝説」がオムニバス形式で収録されている。
『桃太郎伝説II』の後日談に当たり、収録作品の1つ「夜叉姫伝説」では、桃太郎たちが地獄王を懲らしめてから1年後の話であることが作中で語られている。
なお、PCエンジン版のみタイトルが『桃太郎伝説外伝 第1集』となっており、スタッフロールでは「ももたろうでんせつ がいでん だい2しゅうを たのしみに まってて くださいね！」というメッセージが表示されるが、その後第2集は発売されていない。

## 貧乏神伝説

### 物語
いつも人のお金を盗んでばかりの貧乏神のもとに桃太郎が訪れ、なぜ盗みを働くのかたずねた。「一人でさびしいから、お金を盗めば皆が騒いでさみしくなくなる」と答える貧乏神に、桃太郎は「盗むならば悪い人の心を盗まなくちゃ」と諭す。その時、どんべい村のどんべいが現れ、「ぜに王」が畑仕事の道具を不当に高く売りつけてきて困っていると助けを求めた。貧乏神はそれを聞き、「正義の盗み」でぜに王をこらしめることを決意するのであった。

### システム
戦闘シーンでは「相手のお金を盗むこと」が攻撃手段となる。「敵の体力（HP）＝敵の所持金」という扱いで、金を一定量盗むことで相手をこらしめる（倒す）ことができる。戦闘で盗んだお金はそのまま自分の所持金となる。
戦闘により多額のお金を得られる一方で、お金を盗む敵が出現する地域があったり、所々で通行料を取られたり、歩くごとにお金が減ったりする場所があったりなど、所持金を消費する場面も多い。
ぜに王を倒した後は福の神・ろっかく仙人・あまのじゃくのいずれかを主人公にした2周目をプレイすることができる。この主人公はルーレットで選ぶ形式になっているが、実際は、ある人物との会話の有無や天の仙人が出す質問への答え方により決定され、必ず同じキャラクターが選ばれる。
3作中、唯一終始一人旅となる。

### 登場人物
貧乏神
正義の盗みでぜに王をこらしめるために旅立つ。
桃太郎
桃太郎伝説シリーズの主人公だが、本作では戦闘に参加することはない。盗みを働く貧乏神を諭し励ます。
どんべい
どんべい村の村長。ぜに王からの押し売りに悩まされ、貧乏神のもとを訪ねる。
ぜに王
貧乏神伝説の最終ボス。どんべいの村の人々に高値で農具を売りつけ、生活を困窮に陥れる。2周目では「ぜに大王」となり、ステータスが多少増強される。
天の仙人
ぜに王をこらしめた貧乏神の前に現れる仙人。貧乏神の功績を称え神様の一員に加えようとするが、実際には福の神・ろっかく仙人・あまのじゃくのいずれかになって2周目を始めることになる。
福の神
2周目の主人公の一人。素早さが低いものの回復の術や強力な攻撃の術の数々を覚える。
ろっかく仙人
2周目の主人公の一人。敵全体に会心の一撃を与える「ろっかくの術」を、少ない技（MP）消費で使うことができる。
あまのじゃく
2周目の主人公の一人。戦闘では「梅」「竹」「松」の3つの攻撃方法から選択する。それぞれ複数の行動パターンからランダムで実行されるが、自分に被害が及んだり敵側を助けたりすることもある。「夜叉姫伝説」のあまのじゃくと同等の能力。

## 夜叉姫伝説
この作品のみ、脚本家の山口宏がシナリオを担当。同氏は後に『新桃太郎伝説』にも演出担当として参加している。

### 物語
桃太郎たちが地獄王をこらしめてから1年。改心した鬼たちが穏やかに暮らしていた地獄に、マンダラ王率いるマンダラ地獄の鬼たちが侵略してきた。マンダラ地獄とは、全部で108ある地獄の101番目にあたる地獄王の地獄よりもはるかに格上の、8番目の地獄である。マンダラ鬼たちの侵攻に、かのえんま大王も傷つき倒れ、地獄王も絶望しかけていたその時、地獄王の娘・夜叉姫が立ち上がる。夜叉姫は、桃太郎より学んだ愛と勇気を胸に、マンダラ王をこらしめるべく旅立った。

### システム
最初に仲間を選び、パーティを組んで地下13階～地下1階からなるダンジョンを冒険する。GB版では5人の仲間候補から2人を、PCE版・FC版では7人の仲間候補から3人を仲間に加えることができる。仲間たちは様々な能力を持ち、中にはあまり冒険の役に立たない能力を持つ仲間もいる。なお必ずしも最大人数の仲間を連れる必要は無く、一人で冒険することも可能。
他のシリーズ作品と違い、通常の戦闘で敵を全滅させた際に敵が必ず捨て台詞をはく。この台詞の内容は物語の進行状況によって変化する。
GB版とPCE版・FC版では、覚える術の種類やダンジョンの構成、階層ごとにBGMが変化するなど、相違点が多い。

### 登場人物
夜叉姫
地獄王の娘。先の戦いで桃太郎から学んだ愛と勇気の力でマンダラ王に立ち向かう。敵全員に大ダメージを与える「流れ星の術」や自分の分身を作る「分身の術」など多彩な術を扱う。
あしゅら
えんま大王の側近。仲間候補の一人。バラを武器に用い、裸に絹をまとう。攻守のバランスが取れている。
風神
えんま大王の部下。仲間候補の一人。回復・補助系の術を習得する。
雷神
えんま大王の部下。仲間候補の一人。攻撃系の術を習得する。
はらだし
仲間候補の一人。初期の能力は全く冒険の役に立たないほど低いが、一定レベルを超えると一気にゲームバランスを崩壊させるほど能力が上がり強力な術も使えるようになる大器晩成型。また、「女湯」を見ることができる「まるだし」の術も習得する。
あまのじゃく
仲間候補の一人。戦闘では「梅」「竹」「松」の攻撃方法から1つを選ぶことになるが、場合によっては不利益を被る。「貧乏神伝説」のあまのじゃくと同様の能力。
クロガッパ
PCE版、FC版にのみ登場。仲間候補の一人。いくつかの術が使える他、戦闘時に体力の回復や敵の守備力を下げるなどの特殊行動を行うことがある。
ユキだるま
PCE版、FC版にのみ登場。仲間候補の一人。攻撃時は特殊行動がランダムで実行される。敵味方双方に影響を与える行動が多い。
地獄王
地獄の王。マンダラ王の打倒のために旅立った夜叉姫の帰りを王の間で待つ。
えんま大王
鬼族のリーダー格。マンダラ鬼の侵攻により傷つき倒れる。
マンダラ王
8番目の地獄、マンダラ地獄の王。地獄王の治める地獄に侵攻を行う。
マンダラ四天王
竜神バラム
炎を吐き、地獄のある一帯を溶岩で覆い尽くした竜。口癖は「グゴガガガガガガン！」。
鬼女ランバ
マンダラ四天王の紅一点で、地獄の舞の踊り手。怪しい気配で辺りを包み術を使えなくしてくる。「オホホッ！」とよく笑う。GB版では四天王のうちで3番目に、PCE版・FC版では2番目に戦うことになる。
死神マンダラ
地獄の街に住む鬼たちの魂を吸い取った鬼。「きいたか？きいたか？きいたぞ！きいたぞ！」など、同じ言葉を2度繰り返して喋る癖がある。GB版では四天王のうちで2番目に、PCE版・FC版では3番目に戦うことになる。
戦士ハヌマン
猿面の鬼の戦士。フロア内に自らの分身を配置して通路を塞ぎ、戦闘中にも分身を召喚する。夜叉姫のことを「夜叉姫クン」と呼ぶなど、キザな口調で話す。

## 浦島伝説

### 物語
天の仙人が浦島太郎のもとを訪れ、最近人々を苦しめているタヌキ大王をこらしめてほしいと依頼する。快諾した浦島に、天の仙人はタヌキ大王の息子であるかむろダヌキを預けて去っていく。浦島は、かむろの執拗な妨害を受けつつも、タヌキ大王をこらしめる旅を続ける。

### システム
物語序盤の戦闘では、かむろが毎ターン暴れて浦島がダメージを受けてしまう。また、木の葉に化けて浦島の攻撃命中率を下げたり、仙人に化けて敵を回復したりもする。一方、物語が進むと態度が変化し、攻撃せずに様子を見たり、時には浦島を回復したりもする。
物語の進行によって仲間が増え、最終的に3人パーティとなる。

### 登場人物
浦島太郎
浦島の村に住む心優しい漁師の若者。作中では「うらしま」と表記される。戦闘ではモリを武器に用いて2連続攻撃を行う。回復の術を習得する。
かむろ
タヌキ大王の息子。当初は浦島の邪魔ばかりしていたが、自分の身を庇って岩の下敷きになった浦島の姿を見て心変わりする。浦島が救われて以降は浦島らと協力して旅をすることになる。攻撃系や補助系の術を習得する。
金太郎
金太郎の村に住む力持ちの少年。岩の下敷きになった浦島を助けた後、浦島たちに同行する。術は一切使えないが、力がずば抜けている。
天の仙人
浦島にタヌキ大王をこらしめるように依頼し、かむろを預ける。浦島に依頼したのには彼なりの含みがあってのこと。
桃太郎
エンディングに登場。
タヌキ地蔵
なぞとき山に住み、入山者に問題を出す。
タヌキ大王
かむろの父親で、人々に迷惑をかけるタヌキ衆のボス。

## スタッフ
ゲームボーイ版
- 監督：さくまあきら
- キャラデザイン：土居孝幸
- 音楽：関口和之
- 特撮監督：三上哲
- 技術監督：中田伸一
- デザイナー：佐々木みか
- シナリオ・アシスタント：松本修一、山口宏、増田景子、運馬知男、井沢寛、名畑良一、あきもとのぶひこ、早瀬竜太郎
- サウンドデザイン：佐藤昭洋
- 音楽アシスタント：やしのみかちる、笹沢一宏、永田茂
- スペシャル・サンクス：桝田省治、松本常男、邦宅杉太、薮野てんや、青山光（青山公士）、若林哲也、和気正則、松浦浩司、高山奈美
- プロデュース：浦敏治

PCエンジン版
- 監督：さくまあきら
- キャラデザイン：土居孝幸
- 音楽：関口和之
- 特撮監督：三上哲
- 技術監督：永田淳夫
- シナリオ
  - 「貧乏神伝説」：さくまあきら
  - 「夜叉姫伝説」：山口宏
  - 「浦島伝説」：さくまあきら

- デザイナー：伊藤真希、向井由美、東明彦、岩田吉弘
- ゲーム・デザイン：松本修一、山口宏、増田景子、名畑良一、佐久間真理
- サウンドデザイン：谷藤真紀子、佐藤昭洋
- 音楽アシスタント：やしのみかちる、笹沢一宏、永田茂
- スペシャル・サンクス：桝田省治、松本常男、戸田圭祐、和気正則、千葉達也、松浦浩司、青山光（青山公士）、高山奈美
- プロデュース：浦敏治

## 評価
ゲームボーイ版
ゲーム誌『ファミコン通信』のクロスレビューでは、合計26点（満40点）、『ファミリーコンピュータMagazine』の読者投票による「ゲーム通信簿」での評価は以下の通り23.1点（満30点）。
| 項目 | キャラクタ | 音楽 | お買得度 | 操作性 | 熱中度 | オリジナリティ | 総合 |
| 得点 | 4.1        | 3.8  | 3.8      | 3.8    | 3.8    | 3.8            | 23.1 |
PCエンジン版
ゲーム誌『ファミコン通信』の「クロスレビュー」では6・6・6・5の合計23点（満40点）、『月刊PCエンジン』では85・80・90・80・80の平均83点（満100点）、『電撃PCエンジン』では65・70・90・75の平均75点（満100点）、『マル勝PCエンジン』では8・9・9・8の合計34点（満40点）、『PC Engine FAN』の読者投票による「ゲーム通信簿」での評価は以下の通り21.65点（満30点）。同誌1993年10月号特別付録の「PCエンジンオールカタログ'93」では、「ゲームボーイ版からの移植なのだが、ビジュアルやダンジョンマップ、術がパワーアップしているので、もうゲームボーイ版をクリアしてしまった人でもじゅうぶん楽しめる」と紹介されている。
| 項目 | キャラクタ | 音楽 | 操作性 | 熱中度 | お買得度 | オリジナリティ | 総合  |
| 得点 | 3.94       | 3.47 | 3.75   | 3.63   | 3.53     | 3.34           | 21.65 |
ファミリーコンピュータ版
ゲーム誌『ファミコン通信』のクロスレビューでは、7・6・6・5の合計24点（満40点）、『ファミリーコンピュータMagazine』の読者投票による「ゲーム通信簿」での評価は22.8点（満30点）。
| 項目 | キャラクタ | 音楽 | お買得度 | 操作性 | 熱中度 | オリジナリティ | 総合 |
| 得点 | 4.2        | 3.8  | 3.7      | 3.6    | 3.8    | 3.7            | 22.8 |

## 移植版
| No. | タイトル             | 発売日     | 対応機種         | 開発元   | 発売元   | メディア                           | 型式 | 備考                                                       | 出典  |
| --- | -------------------- | ---------- | ---------------- | -------- | -------- | ---------------------------------- | ---- | ---------------------------------------------------------- | ----- |
| 1   | 桃太郎伝説外伝 第1集 | 配信日不明 | ドリームキャスト | ハドソン | ハドソン | ダウンロード（ドリームライブラリ） |      | 桃太郎シリーズ作品がエミュレーションで移植された初の事例。 | [ 8 ] |